# چرخش درخت
چرخش درخت عبارت از یک عملیات بر روی درخت جستجوی دودویی که بدون برهم زدن ترتیب عناصر، ساختار درخت را تغییر می‌دهد.
در چرخش درخت یک گره به سمت پایین و یک گره به سمت بالا حرکت می‌کند. چرخش درخت برای تغییر شکل درخت و به خصوص برای کاهش ارتفاع درخت به وسیله حرکت دادن کوچک‌ترین زیر درخت به سمت پایین و بزرگ‌ترین زیر درخت به سمت بالا، مورد استفاده قرار می‌گیرد. بدین وسیله اجرای بسیاری از توابع و عملیات بر روی درخت آسان می‌گردد.
یک ناهماهنگی در توصیفات متفاوت از نحوه تعریف جهت چرخش‌های درخت وجود دارد. بعضی معتقدند جهت چرخش درخت وابسته به جهتی است که گره‌های درخت شیفت داده می‌شوند در حالی که برخی دیگر می‌گویند که وابسته به فرزندی است که به جای ریشه قرار می‌گیرد.

## مثال
همان‌طور که در شکل نشان داده شده‌است، عملیات چرخش به سمت راست بر روی Q به عنوان ریشه درخت انجام شده‌است؛ بنابراین یک چرخش به راست در درخت صورت گرفته‌است. نتیجه این عمل چرخش درخت در جهت حرکت عقربه‌های ساعت خواهد بود. در مقابل چرخش به سمت چپ را در درخت داریم که در نتیجه آن یک حرکت در جهت خلاف عقربه‌های ساعت انجام می‌شود. (در شکل بالا چرخش به چپ بر روی P به نوان ریشه صورت گرفته‌است).

## جزئیات مثال
زمانی که یک زیردرخت چرخش می‌یابد ارتفاع زیردرختی که چرخش بر روی آن انجام شده یک واحد کم می‌شود در حالی که ارتفاع زیر درخت‌های دیگر افزایش می‌یابد. وجود این خاصیت در ایجاد توازن در درخت مفید است.
اصطلاحات Root را برای پدر گره‌ای که چرخش بر روی آن انجام می‌شود، Pivot برای پدر جدید گره، RS جهتی (ضلع) که چرخش به آن سمت انجام می‌شود وOS را برای جهت مقابل در نظر بگیرید. در شکل بالا RS و OS به ترتیب C و P می‌باشند. شبه کد چرخش به صورت زیر می‌باشد:
```
Pivot
 
=
 
Root
.
OS

 
Root
.
OS
 
=
 
Pivot
.
RS

 
Pivot
.
RS
 
=
 
Root

 
Root
 
=
 
Pivot

```

عملیات چرخش در یک زمان ثابت انجام می‌شود. برنامه نویسان باید توجه کنند که پدر ریشه بعد از چرخش به Point اشاره کند.

## تغییرناپذیری (غیر بازگشتی) بین ترتیب
چرخش درخت پیمایش بین ترتیب درخت را به صورت ثابت (غیر بازگشتی) درمی‌آورد در نتیجه ترتیب عناصر تحت تأثیر چرخش هر بخش در خت قرار نمی‌گیرد. در زیر پیمایش میان ترتیب در خت‌ها آورده شده‌است:
```
Left
 
tree
:
 
((
A
,
 
P
,
 
B
),
 
Q
,
 
C
)
 
Right
 
tree
:
 
(
A
,
 
P
,
 
(
B
,
 
Q
,
 
C
))

```

مثال زیر یک کد به زبان پایتون است که محاسبه بالا را انجام می‌دهد:
```
def
 
right_rotation
(
treenode
)
:

  
left
,
 
Q
,
 
C
 
=
 
treenode

  
A
,
 
P
,
 
B
 
=
 
left

  
return
 
(
A
,
 
P
,
 
(
B
,
 
Q
,
 
C
))

```

می‌توان از جنبه‌های دیگر نیز این مسئله را بررسی کرد.

چرخش به سمت چپ بر روی گرهP: 
```
Let
 
Q
 
be
 
P
'
s
 
right
 
child
.

Set
 
Q
 
to
 
be
 
the
 
new
 
root
.

Set
 
P
'
s
 
right
 
child
 
to
 
be
 
Q
'
s
 
left
 
child
.

Set
 
Q
'
s
 
left
 
child
 
to
 
be
 
P
.

```

چرخش به سمت چپ بر روی گره Q:
```
Let
 
P
 
be
 
Q
'
s
 
left
 
child
.

Set
 
P
 
to
 
be
 
the
 
new
 
root
.

Set
 
Q
'
s
 
left
 
child
 
to
 
be
 
P
'
s
 
right
 
child
.

Set
 
P
'
s
 
right
 
child
 
to
 
be
 
Q
.

```

همچنین می‌توان چرخش دابل را که ترکیب چرخش به راست و چرخش به چپ است را تعریف کرد. یک چرخش دابل چپ  بر روی گره X را می‌توان یک چرخش به راست بر روی فرزند راست و به دنبال آن یک چرخش به چپ بر روی فرزند چپ X تعریف کرد. به‌طور مشابه چرخش دابل راسترا می‌توان به صورت یک چرخش به چپ بر روی فرزند چپ X و یگ چرخش به راست ب روی گره X تعریف کرد.
چرخش‌های درخت در داده ساختارها مبتنی بر درخت مانند درخت متوازن، درخت سرخ-سیاه، درخت گسترده و تریپ‌ها کاربرد دارد. عملیات چرخش درخت در این داده ساختارها به دلیل تغییراتی که در ساختار درخت به صورت موضعی انجام می‌شود فقط در یک زمان ثابت انجام می‌گیرد: آن‌ها فقط بر روی ۵ گره اجرا می‌شوند و احتیاج به بررسی باقی‌مانده درخت نمی‌باشد.
- درخت متوازن، درخت سرخ-سیاه، درخت گسترده، سه ساختار داده درخت جستجوی دودویی که به وسیله چرخش‌ها به روز و جدید می‌شوند، می‌باشند و امکان دستیابی سریع را به یک دنباله از توابع فراهم می‌کنند.

شرکت پذیری یک تابع دودویی یعنی انجام یک چرخش در درخت بدون تغییر در نتیجه نهایی
یک مجموعه به نسبت مرتب که اعضای آن می‌توانند به صورت بک درخت دودویی بیان شوند و ترتیب بین آن‌ها به وسیله چرخش درخت مشخص می‌گردد.

## چرخش‌ها برای ایجاد توازن

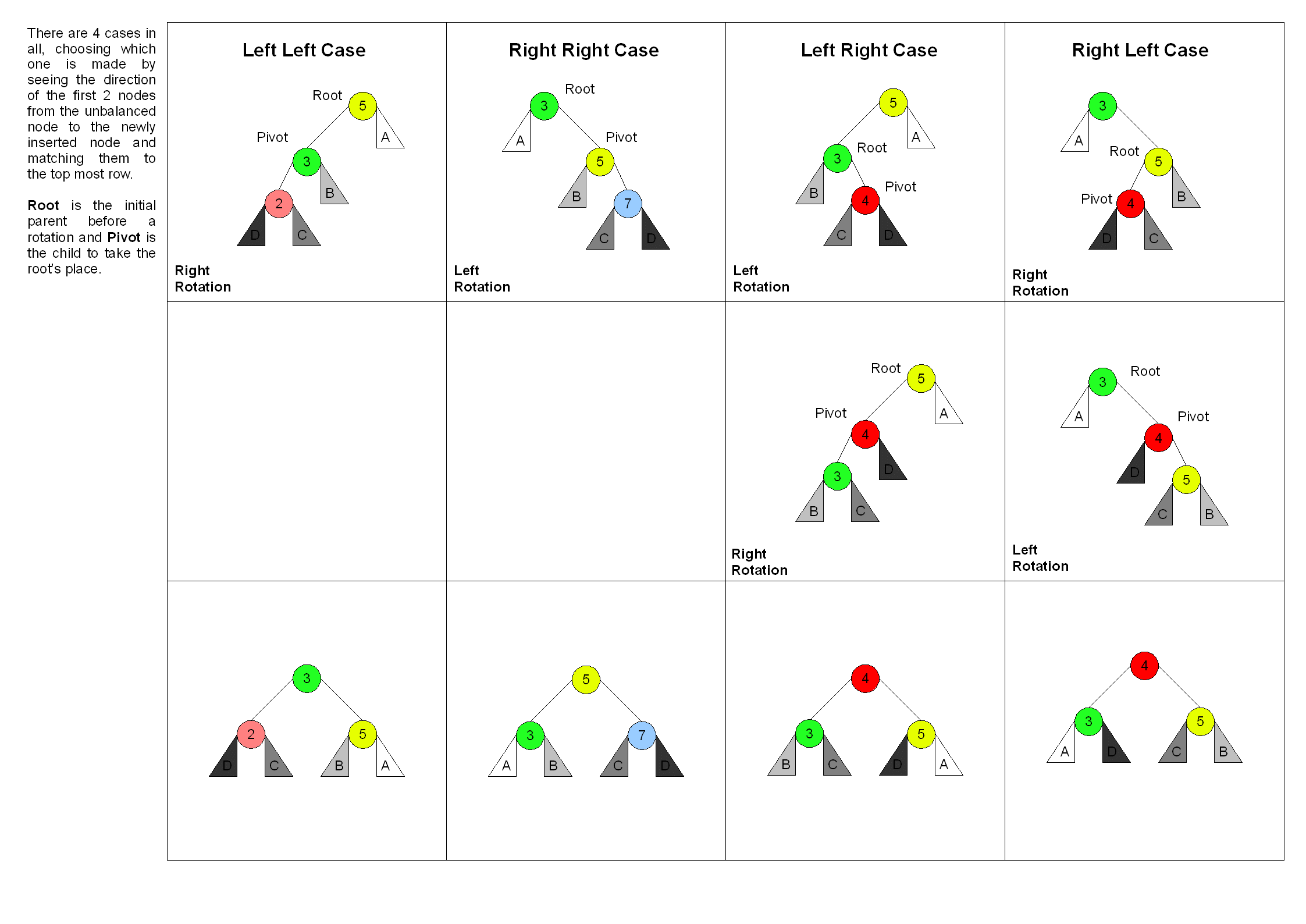
توصیف تصویری از نحوه متوازن کردن درخت AVL به وسیله چرخش‌ها

یک درخت با استفاده از چرخش‌ها می‌تواند به صورت متوازن در آید. یک نوع از درخت که از این تکنیک برای برقراری توازن استفاده می‌کند در خت متوازن است. دلیل این که چرا چرخش‌ها می‌توانند باعث ایجاد تغییر در توازن درخت شوند، پس از چرخش آشکار می‌گردد. ارتفاع در جهتی که چرخش در آن انجام می‌شود یک واحد کم می‌شود در حالی که ارتفاع در طرف‌های دیگر یک واحد افزایش می‌یابد.

## فاصله چرخش
فاصله چرخش بین هر دو درخت دودویی با تعداد گره مساوی به صورت کمترین تعداد چرخش‌های لازم برای تبدیل یکی به دیگری تعریف می‌شود. با این فاصله، مجموعه گره‌های درخت دودویی به فضای متری تبدیل می‌شود. زمانی که دو درخت متمایز باشند این فاصله متقارن و مثبت خواهد بود و همچنین نامساوی مثلث را ارضا می‌کند. این مسئله که آیا یک الگوریتم از مرتبه چند جمله‌ای برای محاسبه فاصله چرخش وجود دارد، یک مسئله باز است. هر چند دانیل اسلیتور، رابرت تارژان، ویلیام ثارستون نشان داده‌اند که فاصله توازن بین هر دو درخت با n گره (برای n بزرگتر یا مساوی۱۱) حداکثر ۲n-۶ است وبه‌طور نامحدود بسیاری از جفت درخت‌ها به این مقدار از یکدیگر فاصله دارند…